# Marchantia squamosa
Marchantia squamosa là một loài Rêu trong họ Marchantiaceae. Loài này được Raddi mô tả khoa học đầu tiên..